# امپلفورث
امپلفورث (به انگلیسی: Ampleforth) یک روستا و محله مدنی در بریتانیا است که در رایدل واقع شده‌است. امپلفورث ۱٬۳۴۵ نفر جمعیت دارد.